# Дивина викроєна
Дивина викроєна, дивина виїмчаста (Verbascum sinuatum) — вид рослин родини ранникові (Scrophulariaceae). лат. sinuatum — «з зубчастим краєм».

## Опис
Трава дворічна, запушена, сильно розгалужена. Вся рослина покрита білим оксамитовим пушком. Стебла 40–100(150) см, голі при основі, червонувато-коричневого кольору, трохи більше сантиметра товщиною. Розеткові листки великі, хвилясті. Листки чергові, 15–35(45) × 4–10(15) мм. Квіти згруповані в розгалужені суцвіття 2–5 квітів. Жовті, п'ятипелюскові квітки, до 3 см в діаметрі, з п'ятьма тичинками. Плоди — майже кулясті капсули з двох половинок, 3–3,5 × 2,5–3 мм із численним насінням. Насіння 0,7–0,9 × ≈0,5 мм. Період цвітіння триває з травня по серпень.

## Поширення
пд. Європа (від Португалії до півдня України), пн. Африка, пд.-зх. Азія, Макаронезія (Мадейра, Канарські острови). Населяє канави, узбіччя доріг, байдужий до ґрунту; 0–1400(1700) м. Любить відкриті, сухі й сонячні місця.
В Україні вид поширений на полях і схилах, біля доріг — у Криму, головним чином на ПБК; заноситься на північ (м. Мелітополь Запорізької обл.)

## Галерея

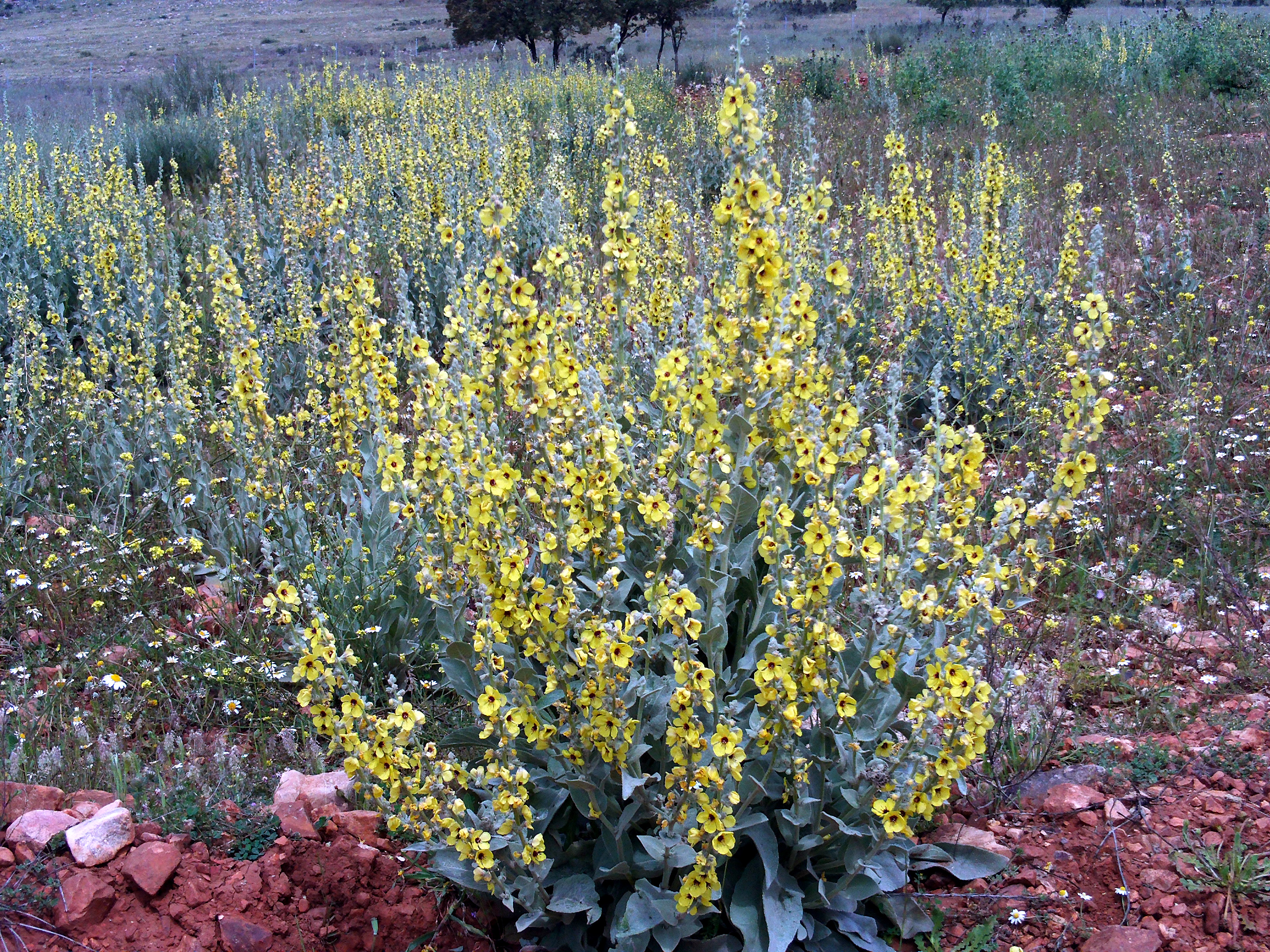
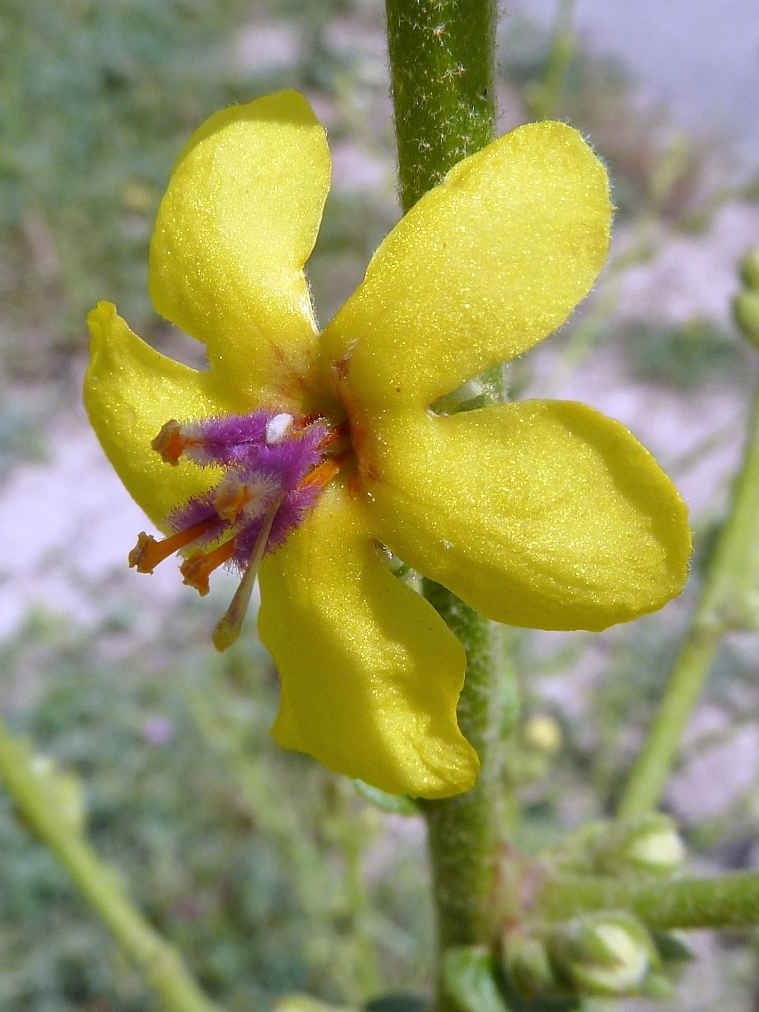
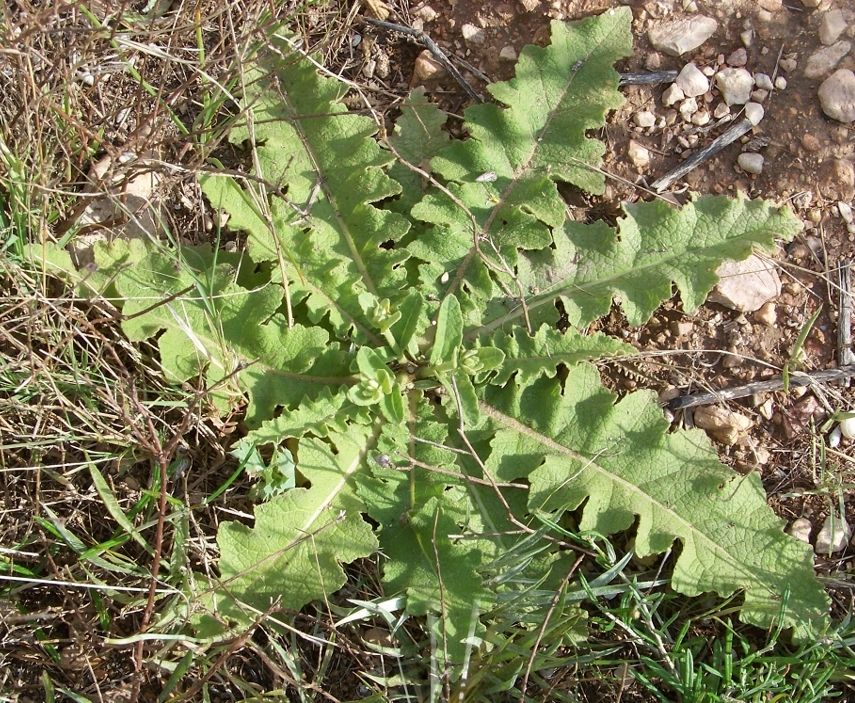